# Oost-Watergraafsmeer
Oost-Watergraafsmeer was van 1998 tot 2010 een stadsdeel van de gemeente Amsterdam in de Nederlandse provincie Noord-Holland. Per 1 mei 2010 is het opgegaan in het nieuwe stadsdeel Oost.

## Geschiedenis
Het stadsdeel is in 1998 ontstaan door een samenvoeging van de voormalige stadsdelen Oost en Watergraafsmeer, telt (in 2003) 57.666 inwoners en heeft een oppervlakte van 10,96 km² (waarvan 0,75 km² water). Het werd begrensd door de rivier de Amstel, de Singelgracht, de spoorlijn Amsterdam – Hilversum, Ringvaart, Oosterringdijk en de gemeentegrens met Diemen en Ouder-Amstel.
Het Oosterpark vormt het centrum van Amsterdam-Oost. Hieraan grenzend staat het Wereldmuseum Amsterdam (voorheen Tropenmuseum). In de aangrenzende Dapperbuurt bevindt zich de Dappermarkt, een van de bekendste markten van Amsterdam.
Dwars door Amsterdam-Oost loopt de spoorlijn Amsterdam – Utrecht. Sinds 1939 ligt deze op een dijklichaam, met het Muiderpoortstation en Amstelstation. De Watergraafsmeer wordt door twee spoorlijnen doorsneden: Amsterdam – Utrecht en Amsterdam – Hilversum.
Het stadsdeelkantoor is per 2 februari 2009 verhuisd naar de nieuwe wijk Oostpoort, Oranjevrijstaatplein 2, waar een multifunctioneel stadsdeelhuis is verrezen. Het gebouw herbergt naast de ambtelijke organisatie ook een brede school en een kunstuitleen.
Het voormalige stadsdeelkantoor van Oost/Watergraafsmeer was gevestigd in het voormalige Burgerziekenhuis, gelegen aan de Linnaeusstraat. Tegenover dit gebouw werd in november 2004 Theo van Gogh vermoord.
In maart 2007 werd Amsterdam-Oost aangewezen als een probleemwijk, wat in stadsdeel Oost/Watergraafsmeer met name betrekking heeft op de Transvaalbuurt (Zie: De 40 wijken van Vogelaar), waardoor zij extra aandacht en geld zullen ontvangen.
In dit stadsdeel zijn alle bètafaculteiten van de Universiteit van Amsterdam gehuisvest. Daarnaast worden de faciliteiten van de Nederlandse Organisatie voor Wetenschappelijk Onderzoek (NWO) uitgebreid.

## Buurten in voormalig Stadsdeel Oost-Watergraafsmeer
- Weesperzijde
- Oosterparkbuurt
- Dapperbuurt
- Oostpoort
- Transvaalbuurt
- Frankendael
- Van der Kunbuurt
- Don Bosco
- Julianapark
- Middenmeer
- Betondorp
- De Omval
- Amsteldorp
- Jeruzalem
- Park de Meer (voormalig terrein van het Ajaxstadion 'De Meer')